# Nea Moni-kolostor

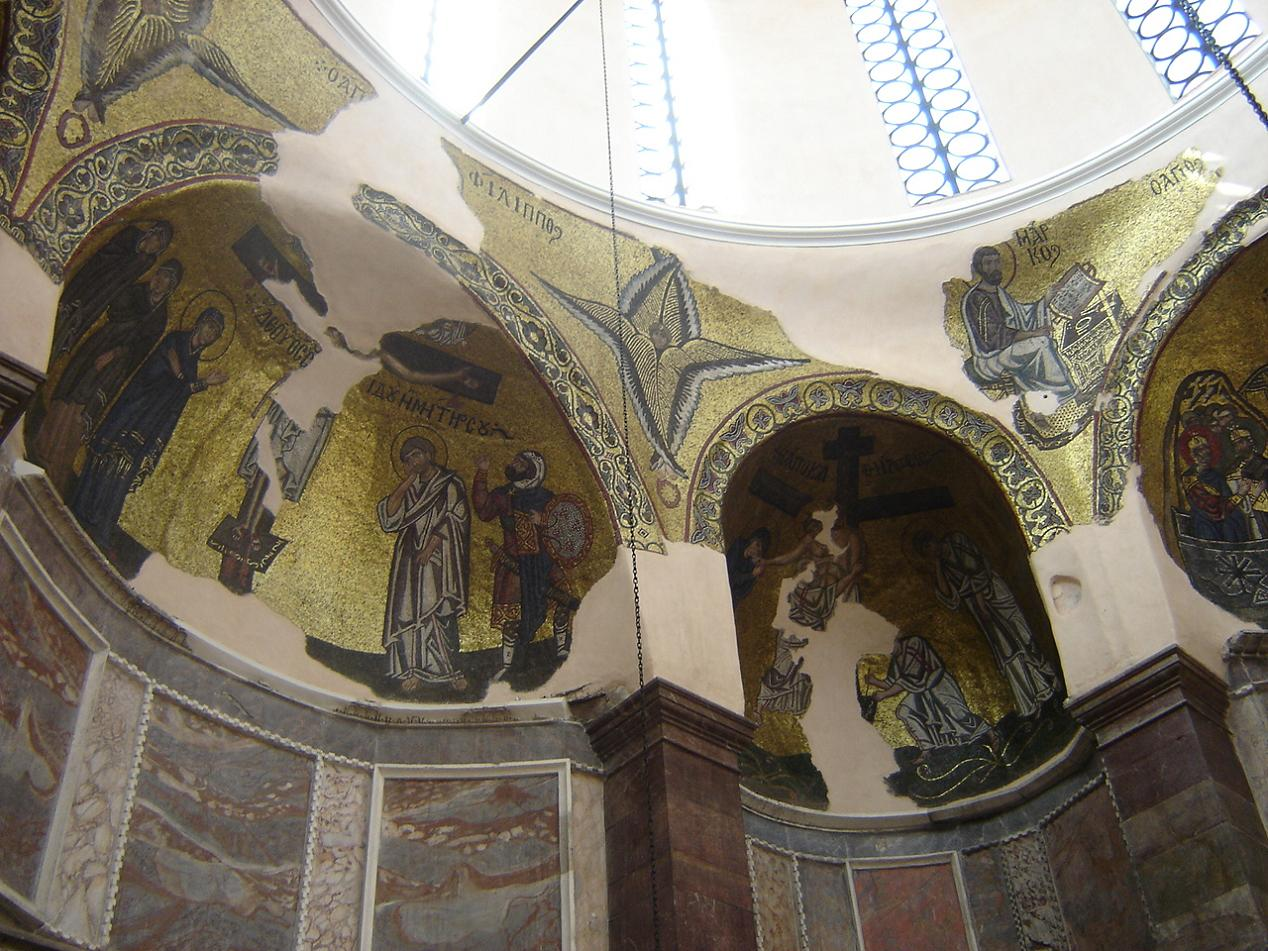
A belső tér részlete mozaikokkal

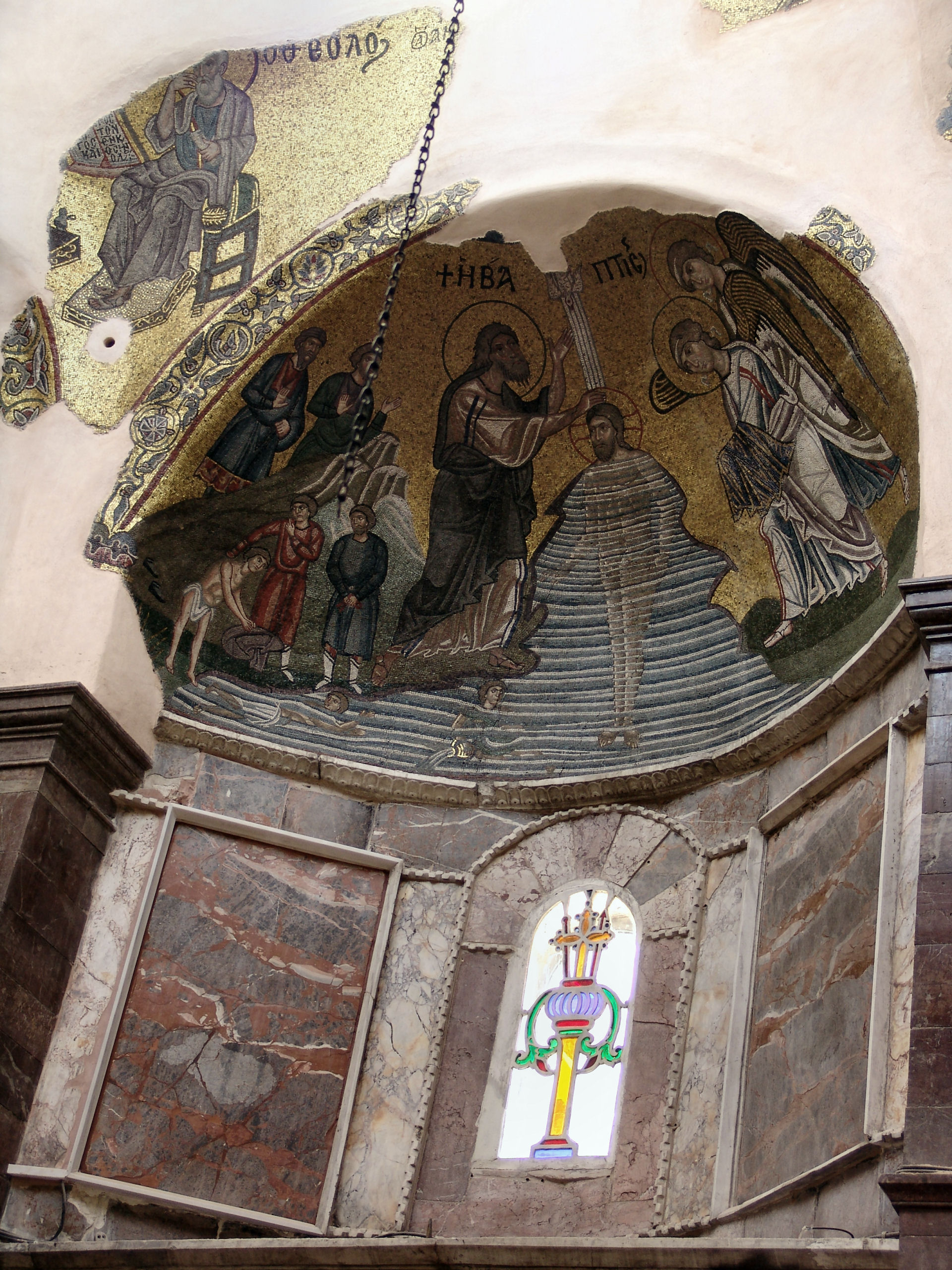
Krisztus megkeresztelése

A Görögországhoz tartozó Híosz szigetén található Nea Moni-kolostor a közép bizánci templomépítészet három leggazdagabb alkotása közé tartozik. A korszak másik két jelentős megmaradt temploma a sztiriszi Hosziosz Lukasz-kolostoregyüttes, és az Athén mellett található Daphni-kolostor. 1990-ben a három épület egyszerre került fel az UNESCO világörökségi listájára.
A kolostort császári parancsra alapították a 11. században, az épület szerkezetét és a dekorációt feltételezhetően Konstantinápolyban tervezték. Eredeti refektóriumában körülbelül 50 ember foglalhatott helyet, ebből következik, hogy a kolostor a jelentősebbek közé tartozott. A hajó és a narthex mozaikjainak központi témája Jézus élete az Angyali üdvözlettől a Feltámadásig.
Nea Moni összes mozaikjára jellemzőek a környezetükkel éles ellentétben álló, ragyogó színes alakok, és az, hogy a figurák ruhájánál is használták az aranyat, ugyanúgy, mint a háttérnél, ezért a jelenetek fényesen ragyognak. A mozaikképeken összesen 16 jelenetet és 80 szentet ábrázoltak.

## Háttér, története
A bizánci császárok a képrombolás korszaka után a képtisztelet védelmezőiként léptek fel és a korábban sokat szenvedett szerzetesek bőkezű pártfogóivá váltak. A szerzetesség gyors fejlődésnek indult, és sorban épültek a gazdagon díszített templomok és kolostorok. A bizánci mozaikművészetre jellemző, hogy az archaizálással és a stilizálással szemben időről időre feltűnik egy klasszicizáló irányzat, ami jobban ragaszkodik a harmonikus arányokhoz és természethűbb ábrázolásokhoz. A két irányzat közül adott esetekben az játszik nagyobb szerepet, hogy mennyire érvényesül az udvari művészet hatása. A császári udvarhoz közel álló művészek a klasszikus formarend felé orientálódnak, míg a vidéki kolostor központokban a formák sokkal elvontabbak. A makedón korszak utolsó éveinek vallásos tárgyú mozaikművészetéről az elpusztult fővárosi emlékek helyett a Nea Moni-templom mozaikciklusa nyújt képet, amely IX. Kónsztantinosz bizánci császár idejében készült. 
A Nea Moni-kolostort császári parancsra alapították a 11. században. A hagyomány szerint néhány évvel a kolostor alapítása előtt három remete egy környékbeli leégett erdőben egy érintetlenül maradt mirtuszbokrot talált, rajta egy Szűz Máriát ábrázoló ikonnal.  A képet elvitték az akkor száműzetésben élő Kónsztantinosz Monomakhoszhoz, a későbbi IX. Kónsztantinosz császárhoz,  aki megfogadta, hogy ha egyszer császár lesz belőle egy templomot építtet Híosz szigetén. Koronázása után a remeték emlékeztették fogadalmára és nemsokára elkezdődött a templom építése, amit csak Theodóra császárnő idejében fejeztek be.
1049-ben az uralkodó engedély adott a szerzeteseknek, hogy maguk közül válasszanak apátot, aki a templom felszentelésekor rendezett ünnepségen a házigazda szerepét töltötte be. Az épület a következő évszázadok során súlyos károkat szenvedett. 1822-ben a törökök elleni harcok során kifosztották a levéltárát és felgyújtották a könyvtárat, majd 1881-ben egy földrengés károsította.

## Szerkezete, mozaikdíszítése
Nea Moni esetében, mivel egy császári templomalapításról van szó az épület szerkezetét és a dekorációt feltételezhetően Konstantinápolyban tervezték. Mivel díszítése az uralkodó felügyelete alatt történt, a művészeket a fővárosból küldték az építésszel együtt. A külső narthexet három kupolával fedték le, két végében abszidiolákat alakítottak ki. Az összhatásában monumentális, nagyméretű exonarthexel ellátott belső térben a csegelyes kupolát nyolc oszlop tartja. A kereszthajók hiányoznak. A falak kétszintes, a lapokat keretekkel egymástól elválasztó márványborítása is császári ajándék. Eredeti refektóriumában körülbelül 50 ember foglalhatott helyet, ebből következik, hogy a kolostor a jelentősebbek közé tartozott.
A templom mozaikdíszítése feltehetőleg 1049 és 1055 között készült. A hajó és a narthex mozaikjainak központi témája Jézus élete az Angyali üdvözlettől a Feltámadásig. A főhajó felett egy nagyméretű kupola magasodik, alatta nyolc kagyló alakú bemélyedésben Krisztus életéből mutatnak be jeleneteket. A kupolában a mára elpusztult mozaikborítás Krisztust ábrázolta angyalokkal körbevéve. Az apszisban az imádkozó (orans) Mária képét helyezték el. Ezen kívül szokásos módon számos szentet jelenítettek meg, közülük többeket medalionokban, ami a képrombolás előtti hagyományokra vezethető vissza.
A kupola díszítése elpusztult, de az evangélista- és angyalábrázolásokból az következik, hogy mozaikja a Pantokrátort, Krisztust ábrázolta, és ennek folytatásaként jelenik meg az apszisban Mária imádkozó alakja. A templom narthex részében ábrázolták a szenteket, de nem teljesen egyértelmű, hogy mi alapján választották ki őket. Mivel a templomot Szűz Máriának szentelték logikus, hogy Szent Anna is megjelenik a szentek között, de ezenkívül például számos harcos szentet is ábrázoltak. A legfurcsább az, hogy a szentek legnagyobb részének napja a szeptembertől januárig terjedő időszakra esik.

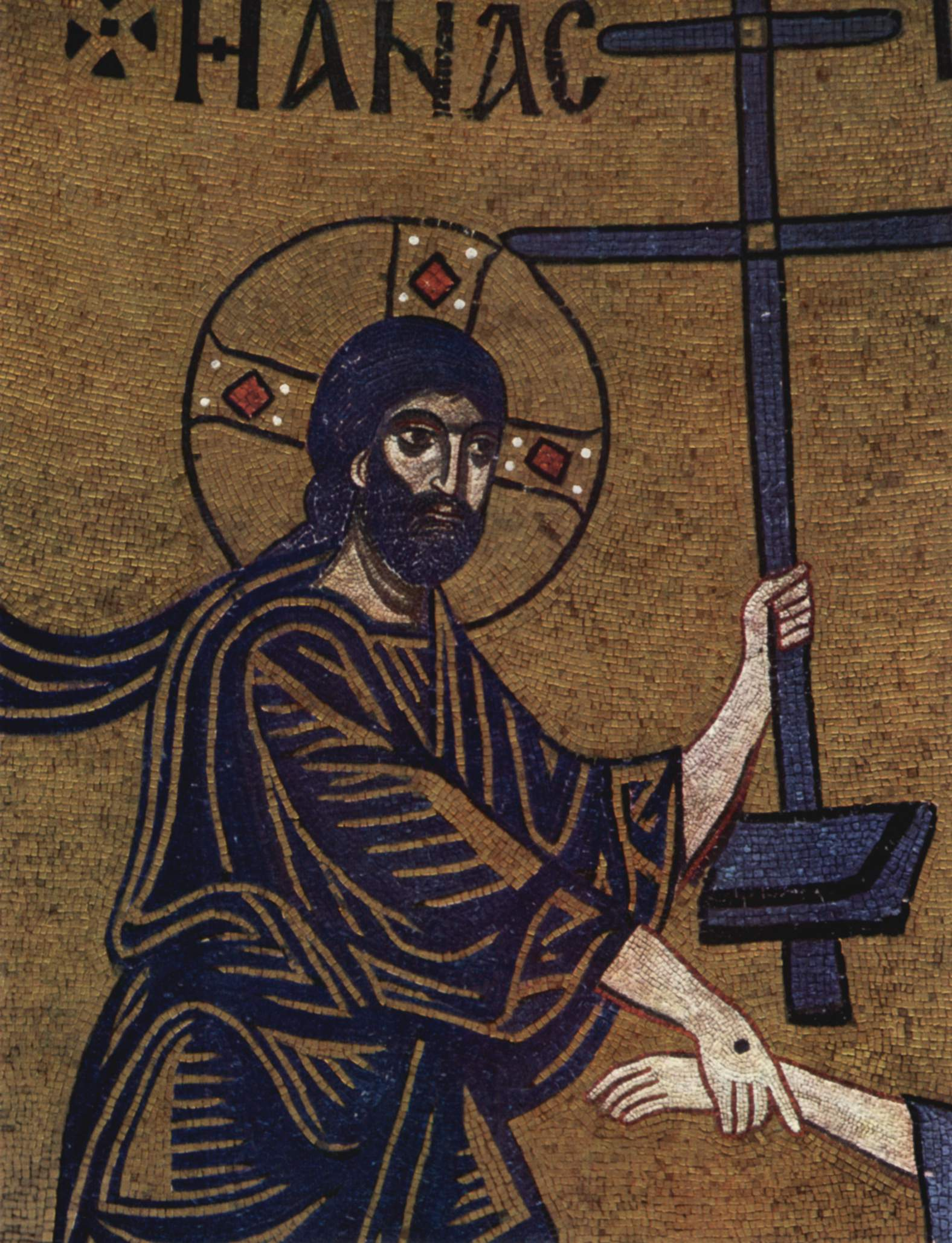
Krisztus, Leszállás az alvilágba, részlet
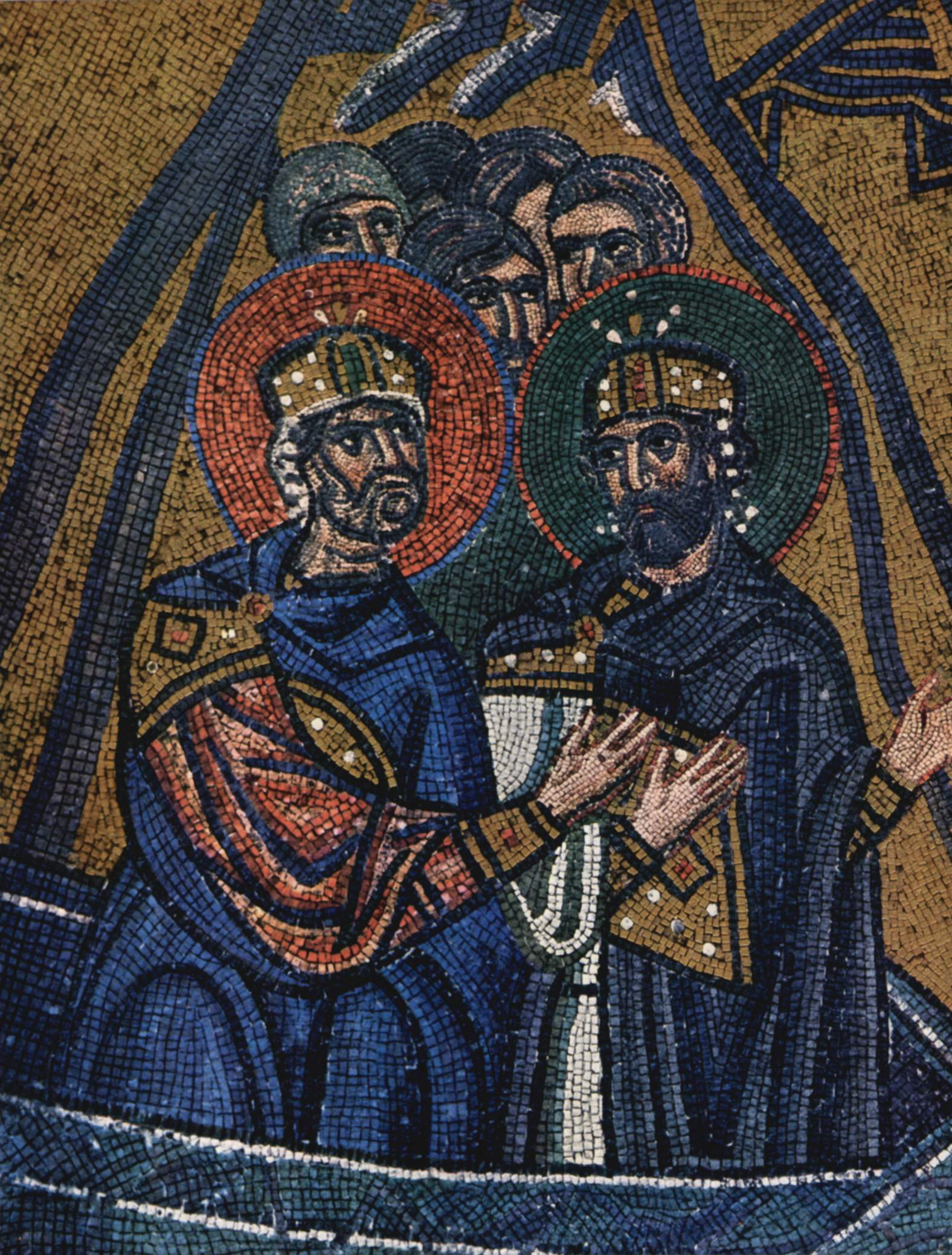
Dávid és Salamon, Leszállás az alvilágba, részlet
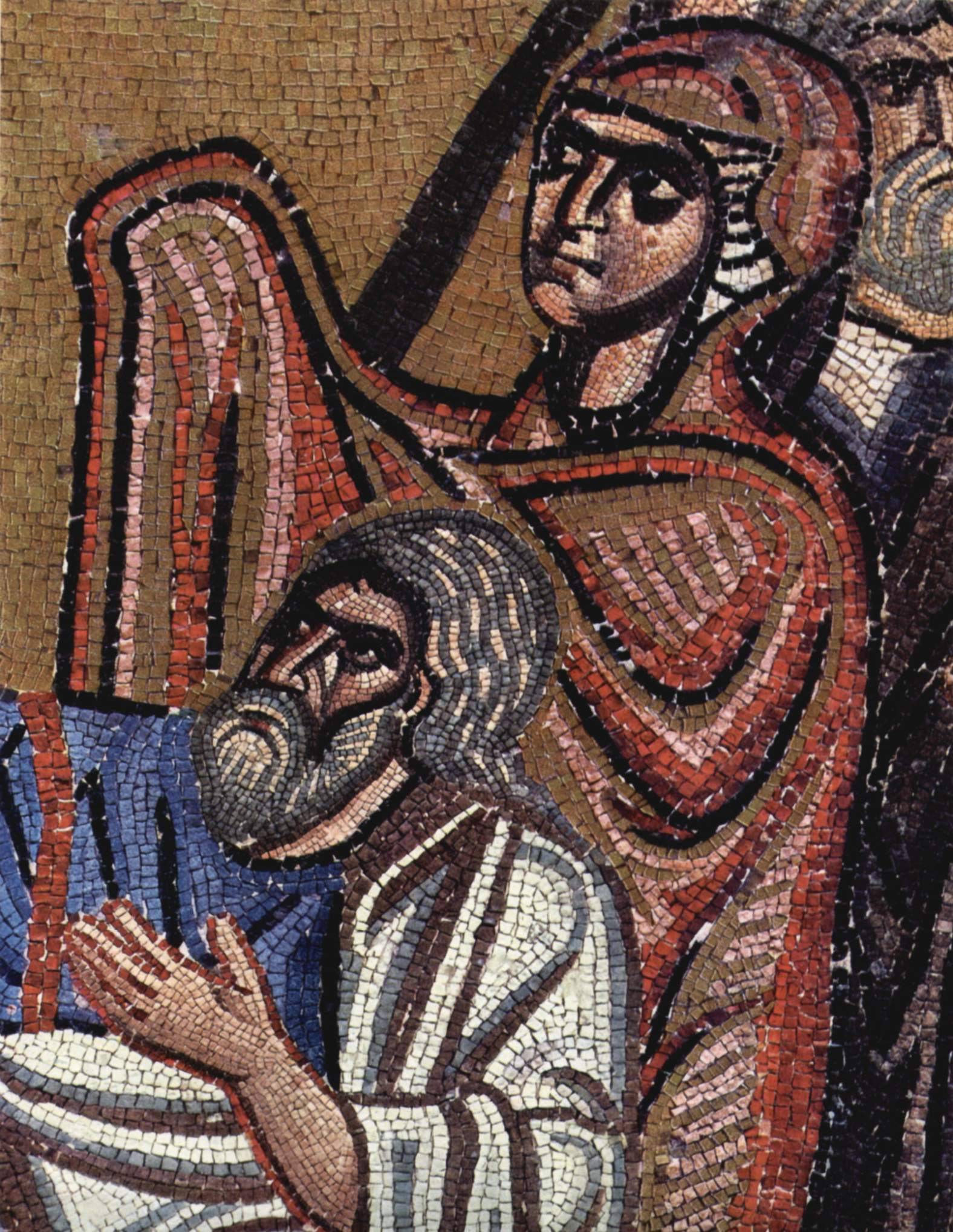
Ádám és Éva, Leszállás az alvilágba, részlet

Az Anasztaszisz, a Leszállás az alvilágban jelenet felépítésében közeli rokona a korábbi sztiriszi Hosziosz Lukasz-templomban ábrázolt hasonló mozaikképnek, de kompozíciója zártabb. Krisztus testtartása a korábbiakhoz képest megváltozott, és az egyik oldalon Ádám és Éva, a másik oldalon Dávid és Salamon mögött mások is feltűnnek. A színhatások kontrasztosak, Krisztus sötétkék ruhájával szemben egyik oldalon Éva aranyszövésű vörös köpenye lángol, míg másik oldalon égszínkék, szürke, zöld, barna és fehér ruhás uralkodók állnak. A jelenetek a korábbiakhoz képest részletesebbek, például a töredékesen fennmaradt Keresztrefeszítést ábrázoló képen mindhárom Mária látható és Keresztelő Szent János mögött egy centurió áll. Míg a Keresztrefeszítés nőalakjain a klasszikus hagyományok stílusjegyei figyelhetők meg, addig a feltámadt Krisztus figurája azt bizonyítja, hogy a mozaikművészek még a sztiriszieknél is messzebb jutottak a stilizálás terén. A lábmosás jelenetén az apostolok egy hosszú padon ülnek, testtartásuk változó. A mozaikciklust Pünkösd ünnepének ábrázolása zárja le, amelynek kompozíciója gazdagabb, de nem olyan egységes, mint ami a Hosziosz Lukasz-kolostorban látható. 
A képeken az alakok körvonalai és testük formája hangsúlyos, az arcokra az ünnepélyes arckifejezés, a vastag szemöldök és a  szemek alatti mély árnyékok jellemzőek. A férfiak haja és szakálla sötét, arcvonásaik erős közel-keleti hatást mutatnak. Nea Mori összes mozaikjára jellemzőek a környezetükkel éles ellentétben álló, ragyogó színes alakok, és az, hogy a figurák ruhájának kialakításakor is használták az aranyat, ugyanúgy, mint a háttérnél, ezért a jelenetek fényesen ragyognak. A fényekre és a színekre nagyobb figyelmet fordítottak, mint a figurák körvonalaira, ez különösen a narthexben szembetűnő, ahol egyes szereplők kissé alaktalannak tűnnek.  Az arany bőséges használata és a ragyogó színek a templom teljes díszítését egységbe foglalják.

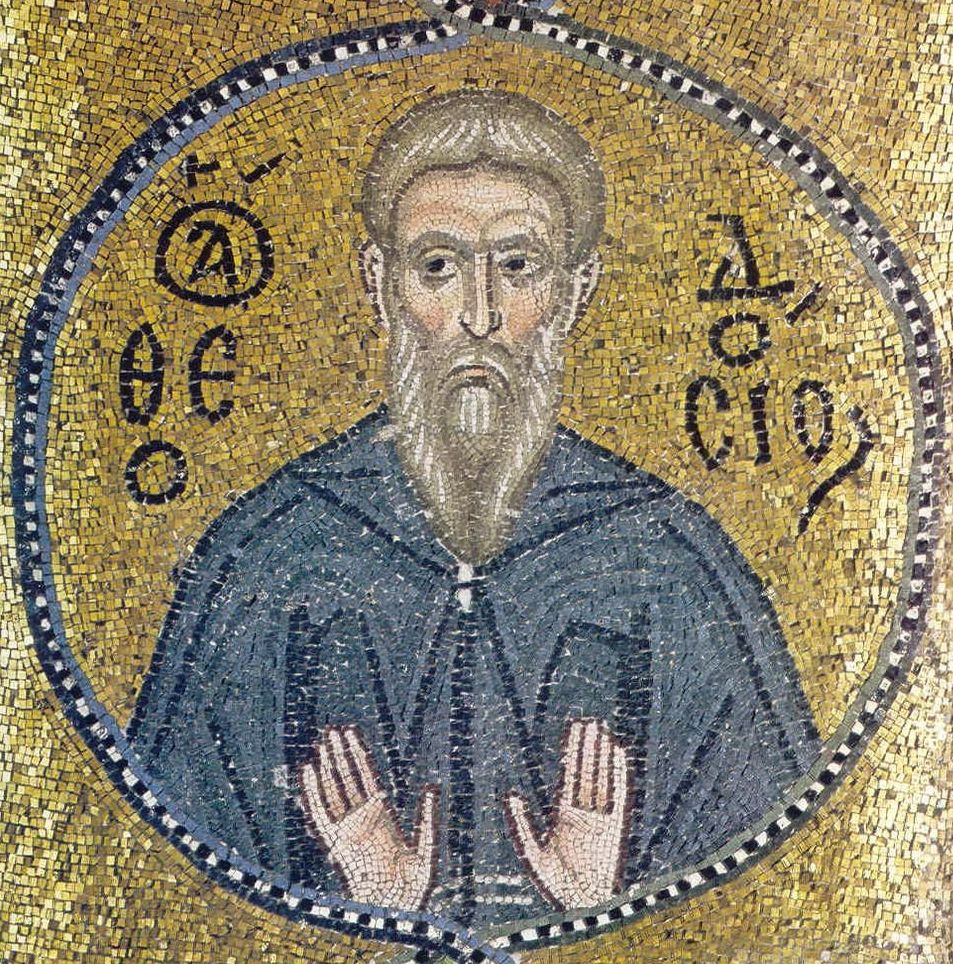
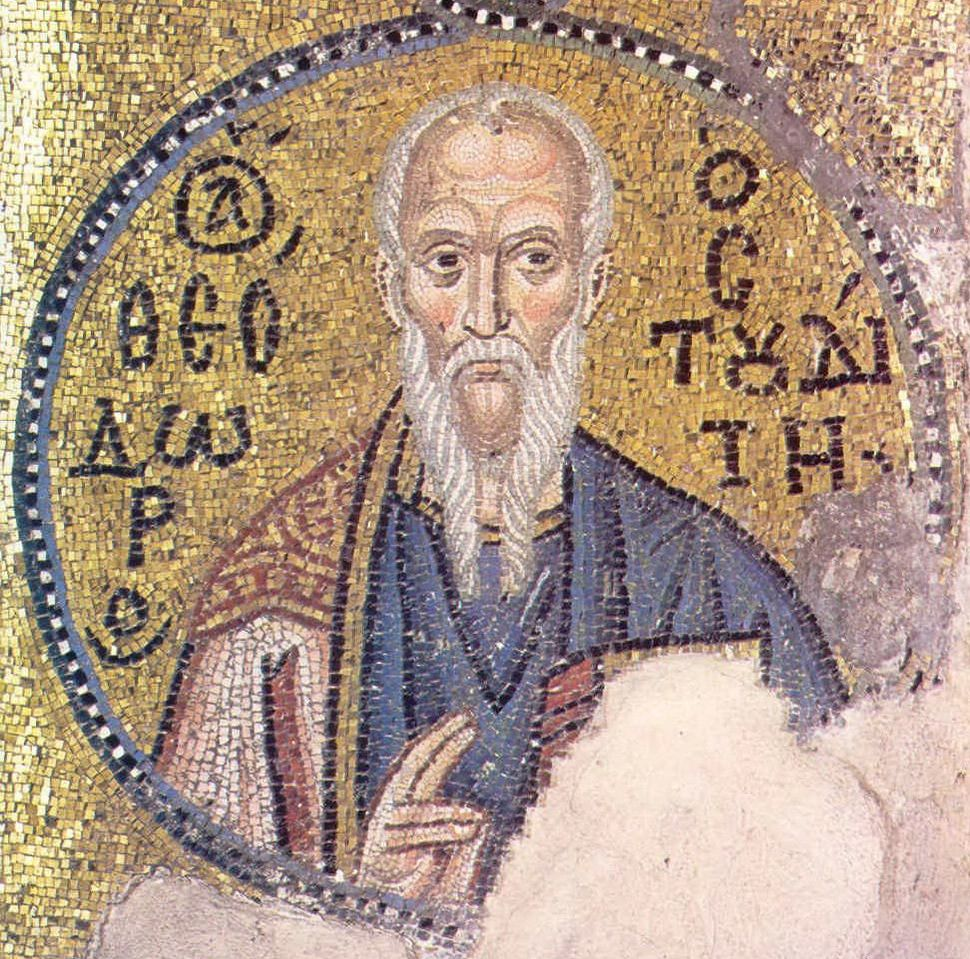
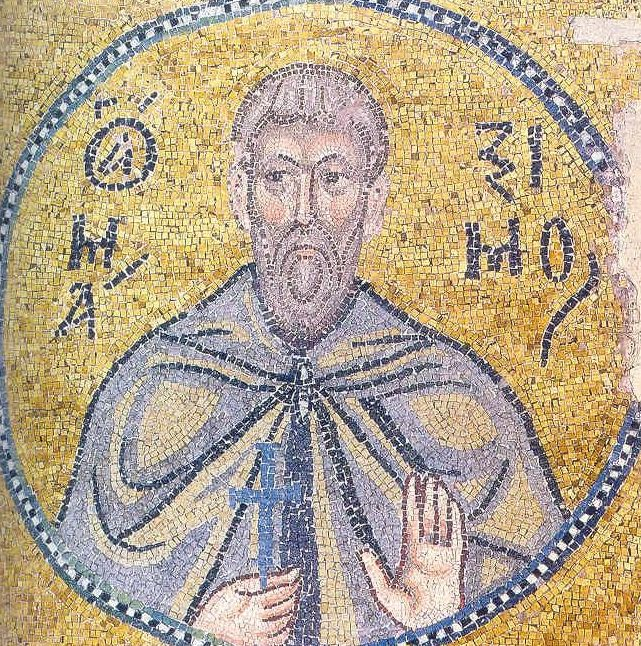
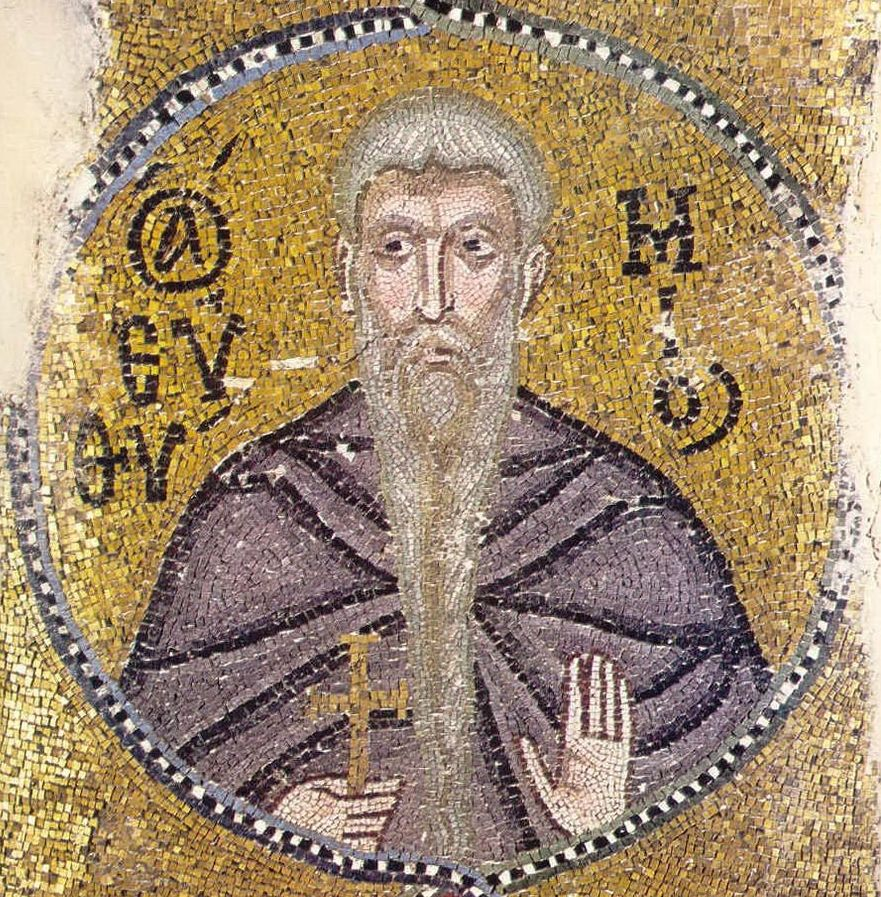